# Radu Câmpeanu
Radu-Anton Câmpeanu (ur. 28 lutego 1922 w Bukareszcie, zm. 19 października 2016 tamże) – rumuński ekonomista i polityk, więzień polityczny, założyciel Partii Narodowo-Liberalnej, kandydat w wyborach prezydenckich.

## Życiorys
W 1945 ukończył studia prawnicze i ekonomiczne na Uniwersytecie Bukareszteńskim. Był przewodniczącym organizacji studenckiej zdelegalizowanej przez komunistów Partii Narodowo-Liberalnej i jednym z liderów protestów studenckich. W latach 1947–1956 więziony z przyczyn politycznych.
Po zwolnieniu pracował w stołecznym przedsiębiorstwie budowy dróg i mostów. W 1973 uzyskał azyl polityczny i wyemigrował do Francji, gdzie był zatrudniony w firmach konstrukcyjnych. Działał w środowisku emigracyjnym, przewodniczył paryskiemu Stowarzyszeniu Byłych Więźniów Politycznych w Rumunii, redagował biuletyn przeznaczony dla diaspory i współpracował z Radiem Wolna Europa.
Powrócił do Rumunii w okresie przemian politycznych. W 1990 utworzył Partię Narodowo-Liberalną, odwołującą się do zdelegalizowanej poprzedniczki, do 1993 pełnił funkcję przewodniczącego tego ugrupowania. W maju 1990 kandydował na urząd prezydenta Rumunii, otrzymując ponad 10,5% głosów, został w tym samym miesiącu wybrany do Senatu, w którym zasiadał do października 1992, pełniąc funkcję wiceprzewodniczącego wyższej izby rumuńskiego parlamentu.
W 1993 utracił przywództwo w PNL, powierzono mu funkcję wiceprzewodniczącego, jednak w tym samym roku opuścił liberałów, stając na czele nowej formacji pod nazwą PNL-Câmpeanu. W listopadzie 1996 po raz drugi ubiegał się o stanowisko prezydenta, otrzymując w głosowaniu około 0,5% głosów. W 2003 powrócił ze swoją formacją do Partii Narodowo-Liberalnej. Od listopada 2004 do grudnia 2008 zasiadał w Izbie Deputowanych.